# Luciano Melchionna
Luciano Melchionna (Latina, 17 marzo 1967) è un regista, drammaturgo e attore italiano.

## Biografia
Nato a Latina nel 1967, si diploma all'Accademia Nazionale d'Arte Drammatica Silvio D'Amico, studiando e lavorando poi come attore per Luca Ronconi, Lorenzo Salveti, Marisa Fabbri, Roberto Guicciardini, Enzo Siciliano, Giampiero Cicciò e altri.
La sua prima commedia Rimozione forzata vince il Premio IDI - under 30 nel 1996 e viene messa in scena, in forma di mise en espace da Lorenzo Salveti al Trieste Film Festival. Il suo monologo Raccontoduepunti viene realizzato in video nel 1998 per la regia di Monica Stambrini. Successivamente scrive e dirige Nella, monologo interpretato da Carolina Crescentini ed è l'autore di L'ennesima Giovanna, monologo per la campagna Mai più violenza sulle donne di Amnesty International. Negli anni successivi scrive e dirige suoi testi teatrali come Non camminare scalza e Gas (entrambi premiati come miglior copione ai corti teatrali del Teatro Vittoria di Roma), Pausa (Premio Giovani Protagonisti 2000), Dignità Autonome di Prostituzione, L’amore per le cose assenti, Spoglia-Toy, Fisica-mente, Non piango, Senza produrre nient’altro che amore, L'ala destra del dio di cuoio/omaggio a Pasolini, Padri ovvero il valzer degli addii, oltre a riduzioni e messe in scena di autori classici e contemporanei come Alberto Moravia, Werner Schwab, Jon Fosse, Annie Proulx, Pier Paolo Pasolini, Alexandra La Capria, Giuseppe Patroni Griffi, Joan Didion, John Osborne e altri.
Nel 2003, è assistente alla regia per Il papa buono di Ricky Tognazzi. Nel 2005, firma la sua prima regia cinematografica con Gas. Alla I° edizione della Festa del Cinema di Roma è tra i "12 Talenti Europei" coordinati da Gabriele Salvatores e vince il Fondo SIAE per il Nuovo Cinema Italiano.
Nel 2007 scrive e dirige Anni '30, un cortometraggio che vede protagonista Giorgio Colangeli, presentato in concorso ai David di Donatello.
Nel 2007 scrive Dignità Autonome di Prostituzione, premiato al Golden Graal e nominato al Premio ETI 2009. Lo spettacolo, portato in scena ciclicamente, nel 2023 realizza il record di 24.000 spettatori a Castel Sant'Elmo di Napoli in 22 repliche. Per tale spettacolo scrive negli anni alcuni monologhi brevi, pubblicati in due volumi dalla casa editrice Chipiuneartedizioni (Dignità, mono-luoghi per attori, lettori e spettatori ‘attivi’, Mi sfugge di volare, vol.2 Mono-luoghi della Dignità). Nel 2008 realizza il videoclip della canzone Non c'è contatto, primo singolo dell'album Lunatica di Silvia Mezzanotte, composto da Emilio Munda con la partecipazione di Carolina Crescentini. Del 2008 è anche Dignità autonome di prostituzione, uno spettacolo di Luciano Melchionna dal format di Elisabetta Cianchini e Luciano Melchionna stesso. La piéce vince il premio speciale per l'idea e la regia ai Golden Graal 2008.
Nel 2009 esce il suo secondo film Ce n'è per tutti con Stefania Sandrelli, Arnoldo Foà e Micaela Ramazzotti.
Dal 2010 al 2013 è direttore artistico dell'Accademia d'arte drammatica del Teatro Bellini di Napoli. Nel 2014 è regista di Parole Incatenate, con Claudia Pandolfi e Francesco Montanari.

## Filmografia

### Regista
- Gas (2005)
- Niente storie – cortometraggio (2006)
- Anni 30 – cortometraggio (2007)
- Ce n'è per tutti (2009)

### Sceneggiatore
- Gas, regia di Luciano Melchionna (2005)
- Ce n'è per tutti, regia di Luciano Melchionna (2009)

## Teatro
- Rimozione forzata (1996)
- Dignità autonome di prostituzione (2007)
- Non camminare scalza (1996)
- Gas
- Pausa
- L’amore per le cose assenti
- Spoglia-Toy
- Fisica-mente
- L’ala destra del dio di cuoio – omaggio a Pasolini
- Miseria e Nobiltà di Eduardo Scarpetta
- L’equilibrio di Botho Strauß
- La vita è gioco di Alberto Moravia

## Riconoscimenti
- Corti Teatrali
  - 1997 - Miglior copione per Non camminare scalza
- Giovani Protagonisti
  - 2000 - Premio Giovani Protagonisti per Pausa
- Golden Graal
  - 2008 - Premio speciale per l'idea e la regia per Dignità autonome di prostituzione